# Quận Campbell, Virginia
Quận Campbell là một quận thuộc tiểu bang Virginia, Hoa Kỳ.
Quận này được đặt tên theo William Campbell của chiến tranh cách mạng Mỹ. Theo điều tra dân số của Cục điều tra dân số Hoa Kỳ năm 2000, quận có dân số 51.078 người. Quận lỵ đóng ở Rustburg6.

## Địa lý
Theo Cục điều tra dân số Hoa Kỳ, quận có diện tích km2, trong đó có km2 là diện tích mặt nước.

## Thông tin nhân khẩu
Theo điều tra dân số 2 năm 2000, quận đã có dân số 51.078 người, 20.639 hộ gia đình, và 14.694 gia đình sống trong quận hạt. Mật độ dân số là 101 người trên một dặm vuông (39/km ²). Có 22.088 đơn vị nhà ở mật độ trung bình của 44 trên một dặm vuông (17/km ²). Cơ cấu chủng tộc của quận bao gồm 83,24% người da trắng, 14,71% da đen hay Mỹ gốc Phi, 0,19% người Mỹ bản xứ, 0,62% châu Á, Thái Bình Dương 0,01%, 0,33% từ các chủng tộc khác, và 0,90% từ hai hoặc nhiều chủng tộc. 0,83% dân số là người Hispanic hay Latino thuộc một chủng tộc nào.
Có 20.639 hộ, trong đó 30,80% có trẻ em dưới 18 tuổi sống chung với họ, 56,00% là đôi vợ chồng sống với nhau, 11,40% có nữ hộ và không có chồng, và 28,80% là không gia đình. 24,60% hộ gia đình đã được tạo ra từ các cá nhân và 8,80% có người sống một mình 65 tuổi hoặc lớn tuổi hơn là người. Cỡ hộ trung bình là 2,45 và cỡ gia đình trung bình là 2,91.
Trong quận, dân số đã được trải ra với 24,00% dưới độ tuổi 18, 7,70% 18-24, 29,30% 25-44, 25,60% từ 45 đến 64, và 13,50% từ 65 tuổi trở lên đã được những người. Độ tuổi trung bình là 38 năm. Đối với mỗi 100 nữ có 95,30 nam giới. Đối với mỗi 100 nữ 18 tuổi trở lên, đã có 92,30 nam giới.
Thu nhập trung bình cho một hộ gia đình trong quận đã được $ 37.280, và thu nhập trung bình cho một gia đình là 42.901 USD. Phái nam có thu nhập trung bình $ 32.108 so với 22.286 $ cho phái nữ. Thu nhập bình quân đầu người là 18.134 $. Giới 7,90% gia đình và 10,60% dân số sống dưới mức nghèo khổ, bao gồm 14,10% những người dưới 18 tuổi và 10,90% của những người 65 tuổi hoặc hơn.